# Gmina zbiorowa Jümme
Gmina zbiorowa Jümme (niem. Samtgemeinde Jümme) – gmina zbiorowa położona w niemieckim kraju związkowym Dolna Saksonia, w powiecie Leer. Siedziba administracji gminy zbiorowej znajduje się w miejscowości Filsum.

## Podział administracyjny
Do gminy zbiorowej Jümme należą trzy gminy, w tym jedno miasto (niem. Flecken):
1. Detern
2. Filsum
3. Nortmoor